# Continuity Irish Republican Army
De Continuity Irish Republican Army (CIRA), ook  Continuity Army Council genoemd, is een paramilitaire organisatie uit de Ierse Republiek die zich afscheidde van de Provisional IRA in 1986. De Provisional IRA steunde een motie bij een Sinn Féin Ard Fheis (partijconferentie) om een eind te maken aan het ‘onthoudingsbeleid’ (dat inhield dat de partij zich niet wilde vestigen in de Oireachtas, het parlement van de Ierse Republiek). De organisatie is illegaal verklaard in Ierland en staat op de lijst van terroristische organisaties van het Verenigd Koninkrijk en de Verenigde Staten.
De leiders van de Continuity IRA zouden wonen in de regio's Munster en Ulster.
De Continuity IRA is in het verleden betrokken geweest bij een aantal bomaanslagen en schietincidenten. Tot de doelwitten van de CIRA behoren Britse soldaten en leden van de vroegere politiedienst Royal Ulster Constabulary, alsook paramilitairen die loyaal zijn aan de protestantse Ulster loyalisten. In december 2005 werd een bomaanslag voorkomen in de Ierse hoofdstad Dublin, die werd toegeschreven aan de CIRA. In februari 2006 werd de CIRA door de Independent Monitoring Commission (IMC) beschuldigd van het plaatsen van vier bommen in Noord-Ierland in het vierde kwartaal van 2005, alsook het geven van meerdere valse bommeldingen. De IMC houdt de CIRA ook verantwoordelijk voor het doden van twee voormalige CIRA-leden in Belfast, die een rivaliserende organisatie hadden opgezet. De organisatie is sindsdien nog altijd actief.
De organisatie maakt zich ook schuldig aan drugshandel, beroving, tigerkidnapping, afpersing, brandstofaccijnsontduiking en smokkelen.
In maart 2009, twee dagen na de moord op twee Britse soldaten in Antrim, werd de politieagent Stephen Carroll gedood waarvoor de CIRA de verantwoordelijkheid opeiste.